# Monique Angeon
Monique Angeon est une dompteuse, actrice et animatrice de télévision française.

## Biographie
Elle est originaire de la Martinique.
Elle est principalement connue pour tenir le rôle de la dresseuse de tigres Félindra dans Fort Boyard depuis la deuxième saison de l'émission en 1991. Elle est remplacée à deux occasions, en 1998 par Thierry Le Portier et en 2006 par Kareen Le Portier. Lorsque le maître du fort prononce la phrase « Félindra, tête de tigre ! », c'est elle qui actionne le mécanisme qui libère les « boyards » si les participants ont donné la bonne réponse. À la suite du départ d'Yves Marchesseau (« La Boule ») en 2014, c'est également elle qui sonne le gong (en l'occurrence, avec son fouet), jusqu'à ce que ce rôle soit repris par un nouveau personnage, Big Boo, à partir de 2020.
Elle s'occupe des tigres pendant les deux mois de tournage de l'émission, puis les ramène chez le dresseur Thierry Le Portier, avec qui elle travaille.
Elle a également travaillé pour le cinéma, notamment sur les films Gladiator, Deux frères et L'Odyssée de Pi. Hors des tournages pour l'émission Fort Boyard, elle travaille pour le parc du Puy du Fou en Vendée.